# 旺角區
旺角區（英語：Mong Kok District）是香港昔日的一個行政區劃，範圍包括現時九龍的油尖旺區中的北部。

## 歷史
根據二零零四年五月七日在旺角區豉油街和通菜街交界處的考古發掘，顯示本區最晚在東漢時期已經有先民聚居.
清代，旺角地區有芒角村.該村的範圍約今天的𢏺街，通菜街一帶.  清代嘉慶二十四年 ( 西元一八一九年 )刊行的＜新安縣志 〉已經清楚列出芒角村的名字.
1969年，香港政府推行《民政主任計劃》，香港被劃分為多區，其中九龍被分為旺角區、油麻地區、九龍城區、觀塘區、黃大仙區和深水埗區合共6區。旺角區與油麻地區之間以登打士街為界，範圍包括今油麻地北部、旺角、嘉多利山及大角咀。
當時的旺角區一直是全香港面積最小的區。旺角區雖然面積小，惟人口密度極高。
1981年，香港區議會制度確立，旺角區成立旺角區議會。至1994年，旺角區與油尖區（前稱油麻地區）合併為油尖旺區，兩區區議會也同時合併。
現時，香港警務處沿用「旺角區」名稱規劃為一個警區，相關範圍屬於旺角警區負責，轄屬旺角警署。